# Daniel Fredheim Holm
Daniel Fredheim Holm (Myre, 30 luglio 1985) è un ex calciatore norvegese, di ruolo attaccante.

## Biografia
Fredheim Holm è il figlio di Paal Fredheim. È il fratellastro di Thomas Holm.

## Carriera

### Club
Fredheim Holm ha iniziato la carriera professionistica con la maglia dello Skeid. Ha debuttato nella 1. divisjon in data 16 agosto 2001, sostituendo Iver Sletten nella sconfitta interna per 1-2 contro il Vålerenga. Il 1º settembre 2002 ha segnato la prima rete, nel pareggio per 1-1 contro l'Åsane.
Ha fatto parte di una generazione molto promettente, in quanto ha avuto come compagni di squadra Mohammed Abdellaoue e Daniel Braaten. Proprio con quest'ultimo, ha sostenuto un provino per il Lens nel tardo 2003.
Il 1º febbraio 2004 è stato venduto dallo Skeid al Vålerenga in cambio di 1.500.000 corone. Il calciatore è stato immediatamente inserito dal tecnico Kjetil Rekdal nella lista per le competizioni UEFA, per poter essere schierato nel terzo turno della Coppa UEFA 2003-2004 contro il Newcastle United. Ha esordito così il 26 febbraio, nel pareggio per 1-1 contro i Magpies. Il 13 aprile ha potuto giocare il primo incontro nell'Eliteserien, nella vittoria per 1-0 sul Bodø/Glimt. Il 25 aprile ha siglato la prima rete nella massima divisione norvegese, sancendo il definitivo 1-0 sul Brann.
L'anno seguente, ha contribuito con 24 partite e 4 reti alla vittoria in campionato del Vålerenga.
Il 4 aprile 2007 ha rinnovato il suo accordo con il Vålerenga. Ad ottobre dello stesso anno, è stato protagonista di un litigio con Daniel Nannskog in un locale: lo svedese dello Stabæk, infatti, ha segnato quattro reti al Tromsø e ha preso in giro Fredheim Holm, che stava vivendo un periodo negativo con la sua squadra. È servito l'intervento della sicurezza per separare i due.
Il 26 ottobre 2008 è stato scelto come capitano per la partita persa per 6-2 contro lo Stabæk, a causa della mancata presenza in campo dell'allenatore-giocatore Martin Andresen. Andresen ha deciso di confermarlo come tale anche per la finale dell'edizione stagionale del Norgesmesterskapet, vinta per 4-1 sullo Stabæk. La scelta è stata considerata sorprendente, anche per via della giovane età del calciatore. Fredheim Holm si è detto fiero di indossare la fascia e ha contribuito al successo del club con una doppietta.
La sua mancata volontà di allungare nuovamente la durata del contratto ha costretto il Vålerenga a cederlo nella sessione estiva di mercato e questo ha portato grande dispiacere tra i tifosi, proprio per via della fascia di capitano indossata.
Il 9 luglio 2009 è stato reso noto il suo trasferimento all'Aalborg. Il 20 luglio ha debuttato nella Superligaen, schierato titolare nella sconfitta per 1-0 contro l'Aarhus. Il 2 agosto ha segnato la prima rete, ai danni dell'HB Køge: è stata la sua marcatura a sancire il definitivo 0-5 in favore della sua squadra. L'avventura con il club danese è stata però breve e sfortunata: il calciatore ha potuto essere utilizzato soltanto raramente, a causa di tanti infortuni che ne hanno impedito l'inserimento.
Il 20 gennaio 2011, è stato acquistato dal Rosenborg, con cui ha firmato un contratto della durata triennale. Ha esordito con questa maglia il 3 aprile, subentrando a Gjermund Åsen nella sconfitta casalinga per 1-2 contro lo Stabæk.
Il 4 febbraio 2013, ha firmato un contratto triennale con il Vålerenga. Ha scelto la maglia numero 7. Il 10 luglio 2015 ha rinnovato il contratto che lo legava al club per altre tre stagioni.
Il 28 novembre 2018 è stato reso noto il suo passaggio al KFUM Oslo, a partire dalla nuova stagione.

### Nazionale
Fredheim Holm ha giocato 16 partite per la Norvegia under 21, con 3 reti all'attivo. Ha debuttato il 17 agosto 2004, schierato titolare nella sconfitta per 2-3 contro il Belgio under 21. Il 17 gennaio 2005 ha segnato la prima rete, nella vittoria per 1-2 contro la Cina under 21.
Il 28 marzo 2007 ha potuto esordire anche con la Nazionale maggiore: ha sostituito Thorstein Helstad nel corso del secondo tempo della sfida contro la Turchia, valida per le qualificazioni al campionato d'Europa 2008 e conclusasi con un pareggio per due a due.

## Statistiche

### Presenze e reti nei club
Statistiche aggiornate al 26 ottobre 2022.
| Stagione         | Club             | Campionato       | Campionato | Campionato | Coppe nazionali | Coppe nazionali | Coppe nazionali | Coppe continentali | Coppe continentali | Coppe continentali | Supercoppe | Supercoppe | Supercoppe | Totale | Totale |
| Stagione         | Club             | Comp             | Pres       | Reti       | Comp            | Pres            | Reti            | Comp               | Pres               | Reti               | Comp       | Pres       | Reti       | Pres   | Reti   |
| ---------------- | ---------------- | ---------------- | ---------- | ---------- | --------------- | --------------- | --------------- | ------------------ | ------------------ | ------------------ | ---------- | ---------- | ---------- | ------ | ------ |
| 2001             | Skeid            | 1D               | 4          | 0          | CN              | ?               | ?               | -                  | -                  | -                  | -          | -          | -          | 4      | 0      |
| 2002             | Skeid            | 1D               | 24         | 1          | CN              | 3               | 0               | -                  | -                  | -                  | -          | -          | -          | 27     | 1      |
| 2003             | Skeid            | 1D               | 25         | 10         | CN              | 5               | 1               | -                  | -                  | -                  | -          | -          | -          | 30     | 11     |
| Totale Skeid     | Totale Skeid     | Totale Skeid     | 41         | 7          |                 | 2               | 1               |                    | 0                  | 0                  |            | 0          | 0          | 43     | 8      |
| 2004             | Vålerenga        | ES               | 25         | 5          | CN              | 2               | 0               | -                  | -                  | -                  | -          | -          | -          | ?      | ?      |
| 2005             | Vålerenga        | ES               | 24         | 4          | CN              | 4               | 2               | -                  | -                  | -                  | -          | -          | -          | ?      | ?      |
| 2006             | Vålerenga        | ES               | 22         | 4          | CN              | 4               | 1               | -                  | -                  | -                  | -          | -          | -          | ?      | ?      |
| 2007             | Vålerenga        | ES               | 23         | 4          | CN              | 4               | 1               | -                  | -                  | -                  | -          | -          | -          | ?      | ?      |
| 2008             | Vålerenga        | ES               | 21         | 4          | CN              | 5               | 3               | -                  | -                  | -                  | -          | -          | -          | ?      | ?      |
| 2009             | Vålerenga        | ES               | 7          | 1          | CN              | 1               | 0               | -                  | -                  | -                  | S          | 0          | 0          | ?      | ?      |
| 2009-2010        | Aalborg          | SL               | 13         | 3          | CD              | ?               | ?               | -                  | -                  | -                  | -          | -          | -          | ?      | ?      |
| 2010-2011        | Aalborg          | SL               | ?          | ?          | CD              | ?               | ?               | -                  | -                  | -                  | -          | -          | -          | ?      | ?      |
| Totale Aalborg   | Totale Aalborg   | Totale Aalborg   | 13         | 3          |                 | ?               | ?               |                    | 0                  | 0                  |            | 0          | 0          | ?      | ?      |
| 2011             | Rosenborg        | ES               | 17         | 1          | CN              | 2               | 0               | UCL+UEL            | 1+1                | 0                  | -          | -          | -          | 21     | 1      |
| 2012             | Rosenborg        | ES               | 28         | 3          | CN              | 2               | 0               | UEL                | 12                 | 1                  | -          | -          | -          | 42     | 4      |
| Totale Rosenborg | Totale Rosenborg | Totale Rosenborg | 45         | 4          |                 | 4               | 0               |                    | 14                 | 1                  |            | -          | -          | 63     | 5      |
| 2013             | Vålerenga        | ES               | 24         | 1          | CN              | 3               | 1               | -                  | -                  | -                  | -          | -          | -          | 27     | 2      |
| 2014             | Vålerenga        | ES               | 20         | 1          | CN              | 4               | 3               | -                  | -                  | -                  | -          | -          | -          | 24     | 4      |
| 2015             | Vålerenga        | ES               | 24         | 7          | CN              | 0               | 0               | -                  | -                  | -                  | -          | -          | -          | 24     | 7      |
| 2016             | Vålerenga        | ES               | 20         | 1          | CN              | 2               | 0               | -                  | -                  | -                  | -          | -          | -          | 22     | 1      |
| 2017             | Vålerenga        | ES               | 11         | 0          | CN              | 2               | 0               | -                  | -                  | -                  | -          | -          | -          | 13     | 0      |
| 2018             | Vålerenga        | ES               | 24         | 1          | CN              | 1               | 0               | -                  | -                  | -                  | -          | -          | -          | 25     | 1      |
| Totale Vålerenga | Totale Vålerenga | Totale Vålerenga | 304        | 43         |                 | 32              | 11              |                    | 0                  | 0                  |            | 0          | 0          | 329    | 54     |
| 2019             | KFUM Oslo        | 1D               | 11+2       | 1+0        | CN              | 4               | 0               | -                  | -                  | -                  | -          | -          | -          | 17     | 1      |
| 2020             | KFUM Oslo        | 1D               | 3          | 0          | -               | -               | -               | -                  | -                  | -                  | -          | -          | -          | 3      | 0      |
| 2021             | KFUM Oslo        | 1D               | 2          | 0          | CN              | 0               | 0               | -                  | -                  | -                  | -          | -          | -          | 2      | 0      |
| Totale KFUM Oslo | Totale KFUM Oslo | Totale KFUM Oslo | 16+2       | 1+0        |                 | 4               | 0               |                    | -                  | -                  |            | -          | -          | 22     | 1      |
| Totale           | Totale           | Totale           | 419+2      | 58+0       |                 | ?               | ?               |                    | 14                 | 1                  |            | ?          | ?          | ?      | ?      |

### Cronologia presenze e reti in Nazionale
| Cronologia completa delle presenze e delle reti in nazionale ― Norvegia | Cronologia completa delle presenze e delle reti in nazionale ― Norvegia | Cronologia completa delle presenze e delle reti in nazionale ― Norvegia | Cronologia completa delle presenze e delle reti in nazionale ― Norvegia | Cronologia completa delle presenze e delle reti in nazionale ― Norvegia | Cronologia completa delle presenze e delle reti in nazionale ― Norvegia | Cronologia completa delle presenze e delle reti in nazionale ― Norvegia | Cronologia completa delle presenze e delle reti in nazionale ― Norvegia |
| Data                                                                    | Città                                                                   | In casa                                                                 | Risultato                                                               | Ospiti                                                                  | Competizione                                                            | Reti                                                                    | Note                                                                    |
| ----------------------------------------------------------------------- | ----------------------------------------------------------------------- | ----------------------------------------------------------------------- | ----------------------------------------------------------------------- | ----------------------------------------------------------------------- | ----------------------------------------------------------------------- | ----------------------------------------------------------------------- | ----------------------------------------------------------------------- |
| 28-3-2007                                                               | Francoforte sul Meno                                                    | Turchia                                                                 | 2 – 2                                                                   | Norvegia                                                                | Qual. Euro 2008                                                         | -                                                                       |                                                                         |
| 20-8-2008                                                               | Oslo                                                                    | Norvegia                                                                | 1 – 1                                                                   | Irlanda                                                                 | Amichevole                                                              | -                                                                       |                                                                         |
| 19-11-2008                                                              | Dnipropetrovs'k                                                         | Ucraina                                                                 | 1 – 1                                                                   | Norvegia                                                                | Amichevole                                                              | -                                                                       |                                                                         |
| Totale                                                                  |                                                                         | Presenze                                                                | 3                                                                       |                                                                         | Reti                                                                    | 0                                                                       |                                                                         |

## Palmarès

### Club

#### Competizioni nazionali
- Campionato norvegese: 1

Vålerenga: 2005
- Coppa di Norvegia: 1

Vålerenga: 2008